# Lars Jacobsen
Lars Jacobsen (Odense, Danska, 20. rujna 1979.) je danski umirovljeni nogometaš i bivši nacionalni reprezentativac. Igrao je na poziciji desnog beka.

## Karijera

### Klupska karijera
Jacobsen je rođen u Odenseu te je karijeru započeo u tamošnjem istoimenom klubu. Na seniorskoj razini je debitirao u sezoni 1996./97. te je proglašen najboljim danskim nogometašem do 19 godina. S klubom je 1999. godine osvojio dansku drugu ligu čime se plasirao u Superligu a nakon tri godine osvaja i nacionalni kup. Ondje je ujedno proglašen i najboljim igračem natjecanja.
Nakon tog uspjeha, igrač si je osigurao transfer u njemački HSV. U Bundesligi je debitirao 11. rujna 2002. godine u 2:1 porazu od Wolfsburga te je odigrao cijeli susret. Za klub je nastupao do zimskog prijelaznog roka tijekom kojeg se vraća u domovinu, potpisavši za København. U novom klubu je nosio broj 2 te je bio standardni igrač na poziciji desnog beka. S FC Københavnom je osvojio tri naslova prvaka, igrao u Ligi prvaka te je privukao interes Evertona, PSG-a ali i bivšeg Hamburgera.
Tijekom srpnja 2007. godine nogometaš se vraća u Bundesligu potpisavši trogodišnji ugovor za Nürnberg. Kasnije je njegov ostanak u momčadi bio pod upitnikom zbog ozljeda te zbog ispadanja kluba u niži rang. Zbog toga napušta klub te kao slobodni igrač u kolovozu 2008. godine prelazi u Everton. Ondje je propustio dobar dio sezone zbog ozljede ramena. Zbog toga je debitirao u Premier ligi tek 21. ožujka 2009. godine protiv Portsmoutha. S klubom je 2009. godine nastupio u finalu FA Kupa gdje je odigrao drugo poluvrijeme umjesto Hibberta. Uoči same utakmice, Lars Jacobsen je za danski portal Onside izjavio: "Ispunio mi se san. Svaki dječak sanja da igra na Parkenu, ali nastup na Wembleyju je veći."
Istekom jednogodišnjeg ugovora igrač ostaje u Engleskoj te 29. lipnja 2009. godine prelazi u Blackburn Rovers. Tijekom jedne sezone u Roversima, igrač je ostvario svega 13 prvenstvenih nastupa, ponajviše zbog konkurencije koju su mu činili Míchel Salgado i Pascal Chimbonda. Tada je izjavio da se boji da će zbog premalo nastupa izgubiti mjesto na popisu reprezentativaca za predstojeće Svjetsko prvenstvo u Južnoj Africi.
Posljednji engleski klub za koji je Jacobsen igrao bio je West Ham United u koji je došao tijekom posljednjeg dana prijelaznog roka, odnosno 31. kolovoza 2010. godine. I ondje je proveo jednu sezonu a nakon ispadanja londonskog kluba u drugu ligu, izjavio je da se West Ham mora promijeniti nabolje i to je razlog zbog čega je na začelju prvenstvene tablice.
Iako je igrač 13. rujna 2011. godine dogovorio prelazak u francuski Saint-Étienne, već nakon tri dana je promijenio mišljenje te se vratio u bivši klub København u kojem je ponovo dobio dres s brojem 2. Ondje je 2013. godine osvojio svoj ukupno četvrti naslov danskog prvaka.

### Reprezentativna karijera
Prije debija za seniore, Jacobsen je igrao u svim danskim dobnim reprezentacijama. Za A vrstu je debitirao tek 1. ožujka 2006. godine u prijateljskoj utakmici protiv Izraela. Pod vodstvom izbornika Mortena Olsena, nastupio je na Svjetskom prvenstvu 2010. i EURU 2012 godine.
S B reprezentacijom je 2006. godine osvojio honkonški Carlsberg kup. Nakon polufinalne 3:0 pobjede protiv domaćina, Danska je u finalu pobijedila i Južnu Koreju s 3:1 a jedan pogodak je zabio i Jacobsen.

#### Pogoci za reprezentaciju
| #  | Datum              | Mjesto          | Protivnik    | Pogodak | Rezultat | Natjecanje                         |
| -- | ------------------ | --------------- | ------------ | ------- | -------- | ---------------------------------- |
| 1. | 1. veljače 2006.   | Hong Kong       | Južna Koreja | 1 : 1   | 3 : 1    | Kvalifikacije za Carlsberg kup 06' |
| 2. | 7. listopada 2011. | Nikozija, Cipar | Cipar        | 1 : 0   | 4 : 1    | Kvalifikacije za EURO 12'          |

## Osvojeni trofeji

### Klupski trofeji
| Klub         | Trofej            | Sezona    |
| Danska       | Danska            | Danska    |
| ------------ | ----------------- | --------- |
| Odense       | Danska druga liga | 1998./99. |
| Odense       | Danski kup        | 2002.     |
| FC København | Danska Superliga  | 2003./04. |
| FC København | Danska Superliga  | 2005./06. |
| FC København | Danska Superliga  | 2006./07. |
| FC København | Danski kup        | 2012.     |
| FC København | Danska Superliga  | 2012./13. |

### Reprezentativni trofeji
| Turnir        | Trofej | Godina |
| ------------- | ------ | ------ |
| Carlsberg Cup | Zlato  | 2006.  |

### Individualni trofeji
| Trofej                                 | Godina |
| -------------------------------------- | ------ |
| Najbolji danski nogometaš do 19 godina | 1997.  |
| Najbolji igrač danskog kupa            | 2001.  |
| Danska momčad godine                   | 2005.  |
| Danska momčad godine                   | 2006.  |

## Vanjske poveznice
- National Football Teams.com